# Call of Duty 4: Modern Warfare
Call of Duty 4: Modern Warfare (також відома як Call of Duty 4 або Call of Duty: Modern Warfare; укр. «Поклик обов'язку 4: Сучасна війна») — відеогра у жанрі шутера від першої особи, розроблена американською компанією Infinity Ward і видана Activision для Mac OS X, PlayStation 3, Microsoft Windows, Xbox 360 та Wii. Гра вийшла в Північній Америці, Австралії та Європі в 5 листопада 2007 року для Xbox 360, PlayStation 3 та Windows, а пізніше — на платформах Mac, Nintendo DS і Nintendo Wii. З 12 листопада 2007 року гра стала доступна для купівлі через інтернет-сервіс Steam.
Ця гра стала четвертою в серії Call of Duty і першою в підсерії Modern Warfare, прямим продовженням сюжету гри є Call of Duty: Modern Warfare 2. Це перша гра серії, що відривається від тематики Другої світової війни, події гри відбуваються в наш час і пов'язані з боротьбою проти тероризму. Гра використовує власний рушій, що розроблявся протягом двох років.
Однокористувацька кампанія дає змогу пограти за бійців Корпусу морської піхоти США, Особливої повітряної служби Великої Британії і регулярних частин. Дії гри відбуваються в Росії, Азербайджані, Україні та на Близькому Сході. Музику до гри написали Гаррі Греґсон-Вільямс та Стефан Бартон.
За перші 24 години продажу було продано близько 600 000 копій гри. Всього було реалізовано понад 10 мільйонів копій гри. Гра стала однією з найкращих у серії Call of Duty.
Також 25 травня 2010 року Call of Duty 4: Modern Warfare стала доступною для купівлі в системі Xbox Live, що дало змогу зацікавленим у придбанні цієї гри не купувати її на диску, а, сплативши, завантажити на свою приставку.
Перевидання Call of Duty: Modern Warfare Remastered було анонсовано 2 травня 2016 року для Microsoft Windows, PlayStation 4 і Xbox One; перевидання вийшло 4 листопада 2016 року разом із Call of Duty: Infinite Warfare. Перезапуск підсерії Modern Warfare, Call of Duty: Modern Warfare, вийшов у жовтні 2019 року.

## Сюжет

### Дійові особи
Протягом кампанії гравець від першої особи виступає в ролі шести різних персонажів. Першим з них з'являється Джон «Соуп» Мактавіш (John «Soap» MacTavish) — нещодавно рекрутований сержант 22-го полку SAS. Мактавіш діє під керівництвом капітана (раніше лейтенант) Джона Прайса (John Price; голос — Біллі Мюррей), також доступного для гри у двох рівнях-флешбеках, дія яких відбувається у Прип'яті в 1996 році. Також гравець на кількох рівнях першого акту виступає в ролі сержанта Пола Джексона (Paul Jackson) — бійця 1-го розвідзагону Корпусу морської піхоти США, направленого на Близький Схід воювати з повстанцями, які повалили владу в неназваній республіці на Аравійському півострові. Крім вищезазначених, до числа ігрових персонажів відносяться Ясір аль-Фулані — президент неназваної близькосхідної країни, страта якого від першої особи показана в пролозі; оператор військового літака AC-130 Spectre з позивним «Полум'я», який надає підтримку бійцям SAS; та оперативник SAS, який виступає головним персонажем у заключному рівні «Над хмарами» (Mile High Club).
Неігрові персонажі відіграють важливі ролі в сюжеті: капітан Прайс і його права рука Гас (Gaz; голос — Крейг Фейрбрасс) виступають наставниками Соупа, тоді як наставником Прайса виступає капітан Макміллан (MacMillan), що з'являється під час місій-флешбеків у Прип'яті. Джексон у складі загону морпіхів діє під командуванням лейтенанта Васкеса (англ. Vasquez) і штаб-сержанта Гріггса (Griggs); пізніше Гріггс супроводжує загін Прайса. Під час місій у Росії з'являється сержант Комаров — офіцер урядових військ, який надає підтримку загону Прайса.
До числа негативних персонажів входять Імран Захаєв (голос — Євгеній Лазарев) — лідер табору ультранаціоналістів і головний антагоніст гри; Халед аль-Асад — союзник Захаєва та ватажок перевороту на Близькому Сході; та Віктор Захаєв — син Імрана Захаєва та чільна постать у таборі ультранаціоналістів.

### Події основного сюжету

#### Пролог
Російський ультранаціоналіст Імран Захаєв мріє захопити владу в Росії та приєднати до неї нові території. Захаєв знає, що США не дасть йому це зробити, тому він фінансує переворот на Близькому Сході, організований його союзником Халедом аль-Асадом, щоб відволікти увагу світу від Росії. Поки на Близькому Сході іде війна, Захаєв починає громадянську війну в Росії з метою захоплення влади. Незважаючи на це, розвідка США і Великої Британії розкривають плани Захаєва та відправляють свої війська в обидва регіони.
Початок гри проходить на військовій базі Креденхіл у Великій Британії. Тут проходять службу бійці підрозділу капітана Джона Прайса, до якого щойно приєднався новачок Джон «Соуп» МакТавіш,— готуються до десантної операції.
Історія розповідається від імені оперативників спецслужби SAS сержанта Джона «Соупа» МакТавіша, капітана (у двох місіях — лейтенанта) Прайса, безіменного оператора бомбардувальника AC-130H, невідомого бійця ОТГ-141 (в епілозі), американського морського піхотинця сержанта Пола Джексона та президента неназваної держави Близького Сходу Ясира аль-Фулані.
Соуп МакТавіш у складі підрозділу SAS капітана Прайса проникає на корабель терористів у Беринговій протоці. Підрозділ Прайса штурмом захоплює корабель. У  одному з контейнерів у трюмі виявляється скриня з невідомим умістом і документи арабською мовою. Проте дізнатись, що в скрині не вдається, оскільки корабель атакують два винищувачі МіГ, швидше за все російських ВПС. Корабель починає тонути і загін ледве встигає покинути його на вертольоті SAS UH-60 Blackhawk. Далі Халед-аль-Асад захоплює владу на Близькому Сході і вбиває президента аль-Фулані в прямому ефірі центрального каналу.

#### Акт 1
Загін капітана Прайса вирушає на Кавказ для визволення з полону інформатора британських спецслужб, відомого під кодовим ім'ям Микола, що працює подвійним агентом серед російських ультранаціоналістів. За допомогою російських лоялістів під командуванням сержанта Комарова загін Прайса бере штурмом табір терористів і рятує Миколу, після чого всі евакуюються на вертольоті SAS.
Проте вертольоту так і не вдається покинути територію, що знаходиться під контролем ультранаціоналістів, його збивають ворожі системи ППО. Тим, що вижили після аварії (Миколі, Гасу, Соупові, Прайсу і іще одному бійцю SAS) доводиться пробиратися через ворожу територію до місця евакуації. Через деякий час прилітає літак AC-130, який послало західне командування і прикриває героїв з повітря, розчищаючи вогнем шлях до зони евакуації. Загонові вдається дістатися до зони евакуації і покинути ворожу територію.
Тим часом Збройні Сили США починають масштабне вторгнення на Близький Схід, з метою повалення режиму аль-Асада. Морська піхота швидко просувається. У цих боях бере участь зі своїм загоном морпіхів під командуванням лейтенанта Васкеса сержант Пол Джексон. Армія США атакує столицю неназваної держави. Морпіхи знаходять у президентському палаці ядерну бомбу. Оголошується загроза вибуху і американські війська починають швидко покидати місто. Але вертоліт AH-1 Cobra, що супроводжує вертоліт із загоном Джексона на борту, збивають, і загін, розуміючи, що може не встигнути покинути місто до вибуху, намагається врятувати першого пілота вертольота капітана Пелайо (другий пілот Кітінг гине при падінні). Їм вдається, сівши поблизу, пробитися до місця аварії і врятувати пілота (її виносить на собі Джексон). Потім, у повному складі, загін знову сідає у вертоліт і той починає швидко покидати зону бойових дій. Відбувається ядерний вибух, і разом з іншими військами, що не встигли вчасно покинути місто, їх накриває вибуховою хвилею. Загін Джексона повністю гине. Самому Джексонові вдається вижити після аварії, але, вилізши із уламків вертольота, він помирає від одержаних ран і радіації, а столиця виявляється практично знищеною ядерним вибухом. Тим не менш, війна виграна і режим аль-Асада повалений.

#### Акт 2
Загін капітана Прайса вирушає до Азербайджану і за підтримки російського вертольота Мі-28 штурмом захоплює село, де швидше за все переховується аль-Асад. Загонові вдається знищити всіх терористів і захопити його. Під час допиту у аль-Асада дзвонить стільниковий, і Прайс, узявши слухавку, впізнає голос Імрана Захаєва. Після цього Прайс убиває аль-Асада пострілом у голову зі свого M1911.
Потім дія переноситься на 15 років назад (зима 1996 року). Оперативники SAS лейтенант Прайс і капітан Макміллан проходять у Прип'ять, обійшовши патрулі терористів, і займають позицію на верхньому поверсі в готелі «Полісся». Терористи планують вивезення з ЧАЕС паливних стержнів для створення ядерної зброї. Задача бійців SAS убити лідера терористів, Імрана Захаєва, який буде брати участь у зустрічі терористів біля готелю через 3 доби після прибуття оперативників (можна порахувати в завантажувальному ролику). У вирішальний момент Прайс здійснює постріл у Захаєва, проте куля, міняючи напрямок через вітер, попадає Захаєву в руку і відриває її. Бійцям SAS доводиться тікати від переслідування, під час якого Прайс збиває вертоліт, але той, падаючи наносить рану Макмілланові, через що Прайсові доводиться нести капітана майже весь шлях до оглядового колеса, де вони чекають на вертоліт SAS, який евакуює бійців із ворожої території.
Потім дія знову повертається у 2011 рік. Загін Прайса тримає позицію в селі, в якому ховався аль-Асад, їх атакують чисельніші сили ультранаціоналістів, але вертоліт, що вчасно прибув, забирає їх, і загонові вдається врятуватись.
Тепер, коли стало відомо те, що Захаєв вижив і пов'язаний із подіями, що відбуваються найближчим часом, загін Прайса отримує завдання знайти його і ліквідувати. Для цього вони повинні захопити в полон його сина Віктора — керівника ультранаціоналістів на півдні Росії. Проте коли йог конвой атакують SAS за підтримки морської піхоти США і лоялістів, Віктор намагається втекти. Бійці SAS і морпіхи переслідують його, одночасно подавляючи атаки бойовиків. Під кінець він потрапляє в глухий кут на даху будинку, і його настигає загін Прайса. Але, щоб не потрапити в полон, Віктор стріляє собі в голову, сказавши перед цим фразу: «Ви всі все одно незабаром здохнете».

#### Акт 3
Після загибелі свого сина Захаєв оголошує ультиматум Заходу. Якщо західні війська негайно не покинуть територію РФ, Захаєв завдасть ядерного удару по США. Американські війська і SAS дізнаються, що Імран Захаєв зі своїми бойовиками захопив російську військову базу на Алтаї, де зберігаються ядерні боєголовки, якими погрожує лідер сепаратистів. Вони вирішують вирушити на Алтай і захопити цю базу, взявши під контроль ядерні ракети. Під час приземлення на Алтаї, парашут американського солдата, штаб-сержанта Гріггса відносить убік від загону, і його беруть у полон бойовики. Прайс із загоном звільняють його і просуваються до бази, знищуючи всі патрулі на своєму шляху. Але, коли загони вже майже проникли на базу, ультранаціоналісти запускають ядерні ракети в бік США. Бійці SAS і американські солдати атакують базу ультранаціоналістів. Союзники захоплюють пункт управління запуском ракет і Соуп вводить коди скасування ракети. Захаєв, бажаючи помститися американцям і британцям за смерть свого сина, кидає всіх солдатів, що лишилися, в атаку на американців і британців. Загони захоплюють УАЗи і намагаються втекти від російських ультранаціоналістів, що переслідують їх і дістатись до точки евакуації. Але міст, по якому мали проїхати УАЗи, підриває вертоліт Мі-24, позбавляючи загін шляху для відступу.
Загони Прайса і Гріггса опиняються в пастці: на мосту, що розвалюється вони намагаються сховатися від атакуючих загонів за поваленими машинами. У цей момент поруч із ними вибухає пошкоджений бензовоз. Соуп, прийшовши до тями, бачить, що більшість солдатів його загону мертві, а Гріггс, відстрілюючись намагається відтягнути його від палаючих машин, але гине від поранення в голову. У цей момент з'являється сам Захаєв у супроводі двох терористів, які вбивають бійців SAS і морпіхів, що вижили, сам Захаєв добиває Гаса пострілом у голову. Раптом підлітають вертольоти Мі-28H лоялістів Комарова і рятують Прайса і Соупа від смерті, відвертаючи увагу Захаєва і його людей. У цей момент поранений Прайс, що лежить недалеко від Соупа, кидає сержантові свій пістолет, із якого той убиває Захаєва і його охоронців. Останнє, що бачить Соуп перед втратою свідомості: Прайс лежить нерухомо, а лікар-лояліст робить йому непрямий масаж серця. Комаров рятує Соупа і вертоліт перевозить його в госпіталь.

#### Епілог
Бійці SAS, чиї імена не уточнюються, рятують важливу персону із рук терористів на борту літака. Один із них пристібує врятованого заручника до себе, і потім вони покидають літак, стрибаючи з парашутами, тоді як літак, у якому знаходилась бомба біля трупа одного із загиблих пасажирів, вибухає в повітрі.

## Аркадний режим
Після повного проходження гри стає доступним «аркадний режим». Гравцеві дається певна кількість «життів», після втрати останнього гра закінчується. Можливе як повне проходження гри в «аркадному режимі», так і вибіркове за бажанням гравця. За кожне успішне влучання в супротивника нараховуються бали, в меню показуватиметься рекордний (максимальний) рахунок, набраний гравцем.

## Багатокористувацька гра
У багатокористувацькій грі доступні кілька режимів гри по локальній мережі або інтернету. Також гра підтримує користувацькі модифікації.

### Мережеві режими
- Вільна гра (Free For All). Класичний режим Deathmatch, де кожен гравець бореться сам за себе. За фраг нараховується 5 очок, за фраг з використанням перків «Останній постріл» або «Мученик» — 10 очок.
- Командний бій (Team Deathmatch). Завдання полягає у знищенні членів ворожої команди. За фраг нараховується 10 очок, за поранення супротивника, добитого іншим членом команди — 2 очки (може бути і більше очок залежно від ступеня поранення).
- Першість (Domination). Завдання полягає в захопленні прапорів, розставлених по карті, і їх утриманні.
- Штаб (Headquarters). Завдання полягає в захопленні й утриманні (відбиваючи у противника) штабів, що з'являються в різних місцях карти.

Гра у перерахованих вище режимах триває до набору будь-якою стороною ліміту очок або до закінчення часу (в цьому випадку перемагає сторона, яка набрала більшу кількість очок).
- Саботаж (Sabotage). Необхідно встановити бомбу (одна на дві команди) на ворожий об'єкт і не дати її знешкодити до закінчення часу таймера. Місцезнаходження бомби було незмінним для всіх типів карт, і відзначалося покажчиками, як і гравець, який підняв бомбу. А цілі підриву генерувалися випадково, в будь-якій точці карти.
- Знайти і знищити (Search & Destroy). Завдання сторони, що атакує, — встановити бомбу на один із двох об'єктів і не дати її знешкодити до закінчення часу таймера. Завдання сторони, що захищається, — не допустити встановлення бомби або знешкодити її, якщо вона встановлена. Обидві сторони можуть також виграти раунд, знищивши всіх гравців ворожої команди. Відродження у цьому режимі, на відміну від усіх інших, відбувається тільки на початку раунду. Сторони міняються ролями один або кілька разів.

У цих режимах гра триває до виграшу однією з команд заданої кількості раундів.

### Зброя і система класів
Зброя в багатокористувацькому режимі поділена на основну і другорядну. Основна включає п'ять видів і визначає клас персонажа (задає зовнішній вигляд і такі характеристики, як дальність спринту, загальну рухливість). До другорядного належать пістолети.
У грі є 5 стандартних класів і 5 класів, що налаштовуються (дають вибір зброї, аксесуарів і перків). Доступ до класів, можливість їх редагувати, а також доступ до різних видів зброї, перків тощо з'являється не одразу, а поступово, у міру набору очок досвіду (XP points).

### Система розвитку персонажа та ігрова статистика
Персонаж для багатокористувацького режиму створюється на комп'ютері, підключеному до інтернету, але не має жорсткої прив'язки до GUID. На вибір надається п'ять створених розробниками класів і п'ять варіантів зі змінюваною зброєю і спорядженням.
Система розвитку передбачає просування з 1-го до 55-го рівня. На першому доступні лише перші три створені розробниками класи. Після отримання перших рівнів відкриваються ще два стандартних класи, а починаючи з четвертого рівня з'являється можливість створити свій клас.
Під час гри на сервері з професійною ігровою модифікацією (наприклад, PAM4 або ProMod) система класів і розвитку персонажа відсутня. Гравцеві відразу доступний весь арсенал зброї (за винятком зразків, які прибрані творцями модифікації).

### Система нагород і заохочень
Нагороди та заохочення персонажа виводяться окремими списками в декількох категоріях. Нагороди видаються за різні дії на полі бою; заохочення видаються за участь у грі та перемогу команди гравця в раундах і на карті та дають змогу швидше зростати в званнях, отримуючи доступ до перків і нових видів зброї. За ефективне використання конкретної моделі зброї надаються можливості з її модернізації: за загальну кількість убивств стають доступними «збройові модулі», а за певну кількість убивств у голову відкриваються бонусні види маскувального забарвлення. При досягненні вищого рівня володіння будь-яким класом зброї гравець отримує доступ до «золотої» зброї відповідного класу. «Золотою» зброєю може бути тільки одна конкретна в класі.

### Підтримка з повітря
Активну роль у геймплеї відіграє можливість використовувати підтримку авіації. Так, вчинення трьох убивств поспіль без власної смерті дає змогу викликати безпілотний розвідник, який упродовж 30 секунд відображає на радарі розташування супротивників, п'ять убивств поспіль — «удар із повітря», серія із семи убивств - гелікоптер. Одночасно може наноситися тільки один удар з повітря і на карті може перебувати тільки один вертоліт. Можливість виклику авіації зберігається і після смерті.

### Перки
Не менш впливовою на геймплей є система перків, або персональних особливостей. Доступ до перків відкривається поступово при досягненні відповідного рівня-звання. Усі перки розділені на три групи — «синю», «червону» і «зелену», при створенні власного класу можна вибрати по одному перку з кожної групи.
- Перки синьої групи — відповідають за озброєння, такі як: РПГ-7; три, замість однієї, осколкових гранат або допоміжних, світлошумових; мін «Клеймор». Недоступні при використанні деяких збройових модулів.
- Перки червоної групи — модифікують атакуючі або оборонні здібності гравця.
- Перки зеленої групи — змінюють фізичні можливості бійця. У цю ж групу входять перки «Останній постріл» і «Мученик», що дають можливість під час смерті «дістати» супротивника за допомогою пістолета або гранати.

Під час гри на сервері зі спеціалізованими «професійними» модифікаціями (PAM4 або ProMod), поряд з іншими обмеженнями, гравцеві за замовчуванням ставлять перки «Патронташ» і «Посилений постріл», які неможливо прибрати, а третій перк («зеленої» групи) зазвичай відключають.

### Інтернет-змагання
Швидко набравши популярність в інтернет-гравців, гра залучила багато команд для виступу на напівпрофесійному та професійному рівні кіберзмагань. Для гри зазвичай використовуються спеціалізовані модифікації, наприклад PAM4, ProMod, ProMod Live.
На RCGL і ClanBase проводяться регулярні змагання з CoD4 у кількох десятках номінацій, найпопулярніші формати - Search & Destroy (Знайти і знищити) дуель, 2×2, 3×3 і 5×5.
За CoD4 вже існує безліч професійних команд, які виступають на різних світових турнірах. У числі найпопулярніших — шведська Fnatic.MSI, Power Gaming, Team Dignitas. Крім того змагання з CoD4 включені в ASUS Open.

## Розробка
Call of Duty 4 була розроблена командою зі ста чоловік, протягом двох років. Після Call of Duty 2 команда Infinity Ward вирішила відійти від сеттингу Другої світової війни, що використовувався в попередніх іграх серії. Це призвело до трьох ігрових концепцій, втілених у кінцевому підсумку в Call of Duty 4: Modern Warfare та її наступних сиквелах: Call of Duty: Modern Warfare 2 і Call of Duty: Modern Warfare 3.
Під час написання сюжету розробники намагалися уникати посилань на війни, які реально мали місце (зокрема й у сучасний період), тримаючись у рамках загальної теми протистояння двох рівносильних сторін. З метою забезпечити більш реалістичний тон гри розробники відвідали навчання на військовій базі КМП США «Твентінайн-Палмс»; ефекти знаходження поблизу танка M1 Abrams при веденні вогню останнім були відтворені в грі, виходячи з цих відвідувань. Також розробники спілкувалися з учасниками бойових дій з числа морпіхів, щоб якомога ближче передати в межах ігрової реальності відчуття та емоції на полі бою. Також військовослужбовці запрошувалися на запис мокапа і розробку ШІ.
При створенні компоненти мережевої гри команда розробників розраховувала зробити її збалансованою, одночасно запровадивши заохочення для нових гравців та низку нововведень — для досвідчених. Під час розроблення механіки повітряної підтримки (авіаудари та використання гелікоптерів) передбачалося введення на карті особливих зон, за контроль над якими билися б гравці. Зрештою цю ідею було відкинуто, оскільки вона суперечила поняттю детматча — типу геймплея, до якого прагнули розробники. Натомість було запроваджено систему заохочення за серії вбивств, щоб таким чином підтримувати інтерес гравців до набору досвіду. Гравцям було дозволено обирати озброєння перед матчем, щоб мінімізувати полювання за зброєю під час бою і легше звикати до обраного озброєння. Карти були розроблені переважно для детматчів, але розробники вирішили, що вони можуть підійти для інших режимів; планування карт було продумано таким чином, щоб зробити мінімальною можливість укриття від вогню противника.

### Звук
Музика до Modern Warfare здебільшого написана британським композитором Стефаном Бартоном, який раніше співпрацював із Гаррі Греґсон-Вільямсом; останній виступив автором головної музичної теми гри. Кілька треків із гри доступні на сайті «7 Days of Modern Warfare», створеному Infinity Ward; деякі треки доступні для прослуховування на особистому сайті Бартона. Закриваюча композиція, що грає під час титрів гри, супроводжується речитативом у виконанні провідного аніматора гри Марка Грігсбі.

## Оцінки та відгуки
| Агрегатор    | Оцінка                                              |
| ------------ | --------------------------------------------------- |
| GameRankings | (X360) 94.08% (PS3) 93.54% (PC) 92.29% (Wii) 78.50% |
| Metacritic   | (X360) 94/100 (PS3) 94/100 (PC) 92/100 (Wii) 76/100 |

| Видання                      | Оцінка                      |
| ---------------------------- | --------------------------- |
| Eurogamer                    | 9/10                        |
| Game Informer                | 10/10                       |
| GamePro                      | 5/5 зірок                   |
| GameSpot                     | 9/10 8,5/10 (Wii) 7/10 (DS) |
| GameSpy                      | · (Wii)                     |
| GamesRadar+                  | [ 31 ]                      |
| GameTrailers                 | 9.4/10                      |
| IGN                          | 9.4/10                      |
| Official Xbox Magazine (США) | 10/10                       |
| VideoGamer.com               | 9/10                        |
| X-Play                       | 5/5 зірок                   |

Call of Duty 4: Modern Warfare отримала загальне визнання на версіях для PlayStation 3, Xbox 360 і ПК, а також «загалом схвальні відгуки» на версію для Wii, згідно з агрегатором рецензій Metacritic. Ігровий процес, за словами рецензентів, вивів жанр на «новий рівень занурення та інтенсивності, якого ми ніколи раніше не бачили». GameSpot дав позитивну рецензію на Call of Duty 4: Modern Warfare, зазначивши, що «висока якість кампанії та приголомшливі багатокористувацькі можливості роблять Call of Duty 4 фантастичним пакетом». Офіційний журнал Xbox Magazine високо оцінив однокористувацьку кампанію, а ще більше похвалив багатокористувацький режим, який робить гру «миттєвою класикою». X-Play прокоментував, що «можливо, це не революція в жанрі шутерів, але вона дуже близька до його вдосконалення». GamePro стверджує, що «дивовижно глибокий багатокористувацький режим конкурує з Halo 3 за охопленням і масштабом». GameSpot зазначив, що «однокористувацька кампанія закінчується миттєво», що є єдиним головним недоліком. Voodoo Extreme 3D з IGN аналогічним чином помітили, що гра «фактично грається на рейках, але це частина його чарівності».

### Версія Wii
Modern Warfare — Reflex Edition була портована Treyarch. Версія Wii для Call of Duty 4: Modern Warfare має менше можливостей, ніж інші консольні версії. Вона не підтримує розділений режим, і графіка не так опрацьована. Тим не менш, вона підтримує кооперативний ігровий процес у кампанії на одному екрані. У будь-який момент можна активувати другий пульт управління Wii, даючи другому гравцеві своє власне прицільне перехрестя. Гра одержала 76 зі 100 сукупних балів на сайті Metacritic, заявив, що візуальні та вказівні елементи управління не так налаштовані, як у версії Wii для Call of Duty: World at War, хоча вони згадали, що налаштування опцій і мультиплеер вражають. Official Nintendo Magazine поставив грі 80%, хвалюючи її за найуспішнішу упаковку, що відрізняється від точних копій наступного покоління, але критикував її візуальні ефекти. GameSpot затвердив грі 8.5 з 10, заявивши, що онлайн був таким же захоплюючим, як і в інших версіях, вони також заявили, що елементи управління «точні та налаштовані, що дозволяє вам бути тим усім, ким ви могли б бути».

### Продажі
До випуску Call of Duty 4: Modern Warfare, було передбачено, що буде продано більше копій, ніж у досить успішного Halo 3. Пророцтво здійснилося, і версія для Xbox 360 була продана у більших копіях в США з листопада 2007 року по січень 2008 року відповідно до NPD Group. У листопаді 2007 року в Сполучених Штатах версії гри для Xbox 360 і PlayStation 3, відповідно стали продаватися на 1,57 мільйонів і 444 000 одиниць. У грудні 2007 року було продано 1,47 млн одиниць версії гри для Xbox 360; далі було продано 331 000 копій для Xbox 360 та 140 000 копій для PlayStation 3 у січні 2008 року. Згідно з версією NPD Group, версія Xbox 360 була третьою популярною відеогрою 2007 року в США з 3,04 мільйонами проданих одиниць, позаду Halo 3, яку продали в 4,82 мільйона одиниць. До січня 2008 року було продано понад 7 мільйонів копій по всьому світу і вона була найбільш продаваною грою 2007 року. 3 червня 2008 року Infinity Ward повідомила, що було продано більше 10 мільйонів одиниць. Під час телефонної конференції в травні 2009 року Activision оголосила, що було продано 13 мільйонів копій гри, перевершуючи Super Mario Galaxy як саму продавану гру, випущену на цьому тижні листопада 2007 року. До листопада 2013 року було продано 15,7 мільйонів екземплярів.
Call of Duty 4: Modern Warfare була широко поширеною в онлайні у формі нелегальних копій. Роберт Боулінг менеджер з громадськості в Infinity Ward заявив: «Минулого тижня ми побачили деякі тривожні цифри про кількість гравців, які грають в даний час в мультиплеєрі ... Що не було вигаданим, так це відсоток тієї чисельності, в яку грали на вкрадених копіях гри з вкраденими / зламаними CD-ключами піратських копій».

### Нагороди
Call of Duty 4: Modern Warfare отримала нагороди від різних ігрових сайтів та видань. GameSpot та GameTrailers дали грі нагороду за кращу графіку E3 2007 та нагороду за кращу гру на PlayStation 3 2007, а потім додали її як Третій найкращий шутер від першої особи у свій список «Топ 10 ігор FPS!». Також гра отримала високу оцінку від інших двох сайтів відеоігор від GamePro, і від GameSpy, назвавши її Кращою загальною грою 2007 року в першу та Грою року в наступному. Game Critics Awards також назвав гру «Кращою екшн-грою». Від інших авторитетних видань, таких як IGN та X-Play, а також Spike Video Game Awards, гра отримала нагороди в таких категоріях, як Кращий дизайн звуку, Найкращий шутер 2007, і Найкраща військова гра. Академія інтерактивних мистецтв і наук присудила грі такі нагороди як: «Консольна гра року», «Екшн-гра року» та «Загальна гра року». Від BAFTA гра також виграла Найкращий геймплей року, Найкраща історія та персонаж року, а також Народний вибір року. Пізніше гру було нагороджено Академією BAFTA премією «Гра року 2007». Читачі на сайті PlayStation: The Official Magazine проголосували за 7-е місце в списку найбільших ігор випущених на PlayStation.